# Haslum Station
Haslum Station (Haslum stasjon) er en metrostation på Kolsåsbanen på T-banen i Oslo.
Stationen åbnede i 1924 som en del af Lilleakerbanen. Stationen blev lukket i 2009 i forbindelse med opgradering af Kolsåsbanen og genåbnet lidt længere mod øst 15. december 2013.